# 磐余
磐余（いわれ）とは、奈良盆地桜井市中部（阿部・池之内）から橿原市南東部（池尻）にかけての古地名。天香具山北東山麓を指す。石村・石寸とも表記する。

## 語源
神武天皇の和風諡号、「神日本磐余彦天皇」の中にこの地名が含まれ、天皇の東征の際に、兄磯城の軍が「磐余邑」に駐屯していたことが見える。元の名は片居または片立と言い、大軍が満たした（古語で「いはめり」）ために磐余と改めたという。「要害地」・「石根（いわね）」などの説があり、「石村」を朝鮮の古語で「いわふれ」とよむところから来ているとも言われている。池田末則は「岩群」ではないか、と述べている。

## 歴史
古代に多くの天皇の皇居が置かれたところで、ヤマト政治の中心地であった。
- 第14代仲哀天皇の皇后である神功皇后の磐余若桜宮（いわれわかさくらのみや）[3]、
- 第17代履中天皇の磐余稚桜宮[4]と、磐余池の築造[5]。
- 第22代清寧天皇の磐余甕栗宮（いわれみかくりのみや）[6]、
- 第26代継体天皇の磐余玉穂宮[7]、
- 第31代用明天皇の磐余池辺双槻宮（いわれいけのへなみつきのみや）[8]
- 第40代天武天皇の皇子である大津皇子が辞世の句を詠んだ歌枕の地でもあった。[9]